# Rio Xopotó (bacia do rio Doce)
O rio Xopotó é um curso de água que banha a Zona da Mata do estado de Minas Gerais. É um afluente da margem direita do rio Piranga, principal formador do Rio Doce. Suas nascentes localizam-se na serra da Mantiqueira, no município de Desterro do Melo, a uma altitude de aproximadamente 1200 metros.

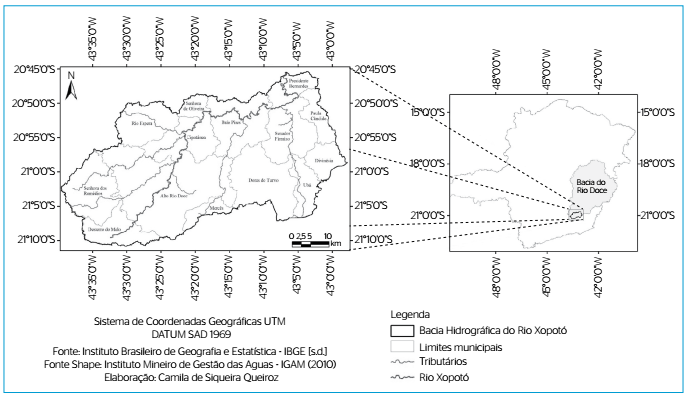
Localização da Bacia do Rio Xopotó

Em seu percurso, o Rio atravessa a zona urbana das cidades de Desterro do Melo, Alto Rio Doce, Cipotânea e Brás Pires. Sua foz no rio Piranga se localiza no município de Presidente Bernardes com vazão de 34,7 m³/s. 
A extensão territorial da Bacia do Rio Xopotó é de aproximadamente 207.424,88 ha e abrange 14 municípios: Alto Rio Doce, Brás Pires, Cipotânea, Desterro do Melo, Divinésia, Dores do Turvo, Mercês, Paula Cândido, Presidente Bernardes, Rio Espera, Senador Firmino, Senhora de Oliveira, Senhora dos Remédios e Ubá, onde residem 189.987 habitantes (2010). 